# Nelly van Balen-Blanken
Nelly van Balen-Blanken (* 18. November 1917; † 29. Oktober 2008) war eine niederländische Hochspringerin.
1938 gewann sie bei den Leichtathletik-Europameisterschaften in Wien mit ihrer persönlichen Bestleistung von 1,64 m Silber.